# Gesneria auriculatum
Gesneria auriculatum là một loài thực vật có hoa trong họ Tai voi. Loài này được (Hook.) Kuntze mô tả khoa học đầu tiên năm 1891.